# Vladimir Lobanov
Pour les articles homonymes, voir Lobanov.
Vladimir Vladimirovitch Lobanov (en russe Владимир Владимирович Лобанов), né le 26 décembre 1953 à Moscou et mort le 29 août 2007 dans la même ville, est un patineur de vitesse soviétique.

## Carrière
Aux Jeux olympiques d'hiver de 1980 organisés à Lake Placid aux États-Unis, Vladimir Lobanov est médaillé de bronze sur 1 000 mètres. Il a surtout du succès au niveau national : il est champion soviétique toutes épreuves en 1979 et de sprint en 1978 et en 1981.
Il est enterré au cimetière Mitinskoe à Moscou.

## Records personnels
| Distance      | Temps         | Année |
| ------------- | ------------- | ----- |
| 500 mètres    | 37 s 5        | 1980  |
| 1 000 mètres  | 1 min 13 s 7  | 1983  |
| 1 500 mètres  | 1 min 53 s 8  | 1977  |
| 5 000 mètres  | 7 min 2 s 7   | 1977  |
| 10 000 mètres | 15 min 12 s 2 | 1977  |